# Шушон

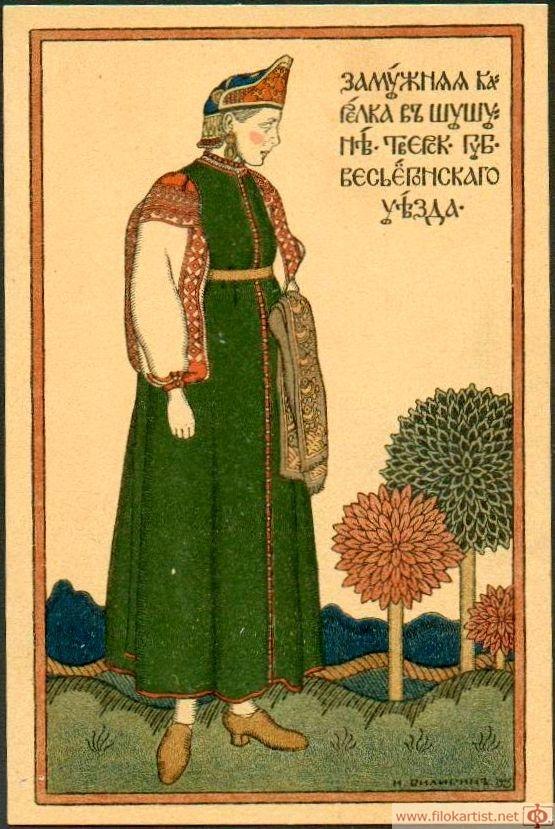

Шушон, шушун — старовинний верхній жіночий одяг — кофта, тілогрійка або сарафан особливого покрою.
Був поширений в північноруських і частково середніх областях Російської імперії. Шився з сукна, полотна та інших матеріалів з перехопленням в талії, іноді на зборах ззаду. Комір, поли, рукави зазвичай прикрашалися тасьмою. За річкою Окою шушун заміняв жіночий сарафан з кумача або полотна з коміром і висячими позаду рукавами.